# 夸拉伊
夸拉伊是巴西南大河州的一个市镇。总面积3147.637平方公里，总人口22552人，人口密度7.2人/平方公里。